# Spider-Punk
Spider-Punk (Hobart Brown) è un personaggio nei fumetti statunitensi pubblicati da Marvel Comics. È una versione alternativa dell'Uomo Ragno che si oppone al presidente Norman Osborn, al V.E.N.O.M. e agli Eredi.
Hobie Brown / Spider-Punk ha fatto il suo debutto cinematografico in Spider-Man: Across the Spider-Verse, doppiato da Daniel Kaluuya.

## Storia editoriale
Spider-Punk è apparso per la prima volta in The Amazing Spider-Man #10 (gennaio 2015), creato dallo scrittore Dan Slott e dall'artista Olivier Coipel. Secondo Slott, il design originale di Spider-Punk doveva essere Spider-UK di Coipel, ma Slott disapprovava il fatto che fosse Spider-UK, descrivendo il personaggio come "tutto punk". A Slott, tuttavia, piacque il design e l'aiuto nell'utilizzare il personaggio per Coipel.

## Biografia

### Ragnoverso
Durante la storia Ragnoverso, la versione di Terra-138 di Spider-Man si rivelò essere Hobart Brown, originariamente operante come Spider-Punk. È un adolescente senzatetto che è stato trasformato da un ragno che è stato irradiato come parte dello scarico di rifiuti tossici del presidente Norman Osborn. Diventa Spider-Man ispirato al punk-rock, guidando la gente oppressa di New York contro le truppe V.E.N.O.M. di Osborn. Spider-Punk riuscì ad uccidere Osborn durante una rivolta colpendo il Presidente con la sua chitarra. Dopo la morte del presidente Osborn, Spider-Punk si smascherò alla folla come loro salvatore. Spider-Punk fu successivamente reclutato da Superior Spider-Man (la mente di Otto Octavius nel corpo di Peter Parker) per unirsi a un esercito di Spider-Man.

### Spider-Geddon
Durante la storia "Spider-Geddon", Spider-Punk viene mostrato combattere Thunderstrike mentre gli altri Web Warriors stanno smantellando Loomworld. Spider-Punk (che sta iniziando a farsi chiamare Spider-Man) abbatte Thunderstrike. Quando Spider-Punk afferma a Eric Masters di portare un messaggio al Teschio Rosso sulla presa della Bowery, Eric viene ridotto a uno scheletro da Kang il Conquistatore che afferma di avere i diritti sul suo nome in futuro per la sua compagnia KangCo. Quando Spider-Punk va all'attacco, Kang evoca alcune bambole Spider-Punk per aiutarlo. Dopo averli combattuti, Spider-Punk si allontana da loro e chiede un nastro a Capitan Anarchy che è impegnato a combattere l'Annihilation Wave quando emersero ad Harlem dalla Zona Negativa. Quando le bambole Spider-Punk raggiungono, entrano in una lotta con l'Annihilation Wave dove uno di loro mangia il nastro che Capitan Anarchy stava per dare a Spider-Punk. Dopo aver estratto il nastro dalla bocca dell'insettoide, Spider-Punk è sorpreso quando Kang lo raggiunge. Mentre Captain Anarchy tiene Kang a bada, Spider-Punk si allontana. Incontrando Robbie Banner, Hobie cerca di convincerlo ad aiutarlo mentre gli ricorda come ha aiutato nelle battaglie contro gli U-Foes, la Chiesa Universale della Verità e Hydra. Quando Kang raggiunge di nuovo, Robbie suona il nastro e diventa Hulk per attaccare Kang. Quando Kang viene sconfitto, afferma che Capitan Anarchia non è commerciabile ed è morto vecchio mentre Hobie è morto giovane. Dopo che Kang scomparve con Hulk confuso su ciò che Kang intendeva, Spider-Girl si presentò e affermò che qualcosa di grosso stava arrivando, e Spider-Punk accettò di andare con lei. Spider-Punk in seguito visitò una realtà senza nome e salvò la versione Norman Osborn di Spider-Man dalla Oscorp Tower crollata. Sette mesi fa, Spider-Punk aiutò Spider-Girl, Pavitr Prabhakar, Spider-UK e Karn come Master Weaver che sorvegliavano gli Eredi mentre inviavano uno Spider-Bot su Terra-3145 per controllare gli Eredi. Spider-Girl e Pavitr considerano Spider-Punk il peggior Spider-Man.
Spider-Punk è tra i personaggi potenziati da ragno che reclutano Miles Morales per affrontare Superior Spider-Man quando si scoprì che la sua macchina di clonazione era fatta con la tecnologia degli Eredi. Cercano di avvertire Superior Spider-Man, ma è troppo tardi quando gli Eredi iniziano ad emergere mentre uccidono Spider-Man Noir e Spider-UK. Dopo che gli Eredi emersero, Spider-Punk e Superior Spider-Man escogitarono un piano per uccidere gli Eredi. Spider-Punk informò il resto del gruppo di Superior Spider-Man della cattiva notizia quando Octavia Otto di Terra-1104 scoprì che Solus viveva di nuovo. Mentre il gruppo di Miles Morales si unisce al gruppo di Superior Spider-Man nella lotta contro gli Eredi, Spider-Punk nota che Jennix è impazzita e Verna è scomparsa.

### Vietato a Washington
Dopo aver sconfitto Kraven il Cacciatore, Spider-Punk e Capitan Anarchy tornano alla loro base per riunirsi con Riri Williams/Ironheart per mostrarle un'arma che hanno estratto dal gruppo di Kraven e determinare da dove proviene. Tuttavia, vengono successivamente attaccati da Taskmaster.
Abbattuto, Takma$ter rivelò che stava cercando le armi nel sito nero degli Osborn su cui era seduto il Centro Comunitario. Kraven fece esplodere una bomba suicida in modo da poter essere lui a uccidere Spider-Punk, ma Riri fece scudo alla squadra con uno scudo di forza, mentre Ta$kma$ter era fuggito. L'esplosione rivelò che il sito nero sotto di loro era davvero pieno di armi e ancora in funzione per tutto questo tempo dalla morte di Osborn. Era anche ben lungi dall'essere l'unico, poiché molti altri siti simili fornivano informazioni a Washington, DC. Determinato ad affrontare il problema, Hobie lasciò Robbie e Rick a guardia della Spider-Base, mentre portava il resto della Spider-Band in tour.
Sulla strada hanno avuto uno scontro con i Marauders e hanno dovuto fare un pit stop a Philadelphia per le riparazioni. L'amica di Kamala, Mattea, la temeraria batterista di Philadelphia, informò Spider-Band che i Marauders stavano lavorando per Kingpin che aveva accumulato potere nel suo quartiere, suggerendo anche che avrebbe potuto avere le parti di cui Spider-Band aveva bisogno per riparare il loro Spider-Van. La band si sciolse, con Kamala e Hobie che accompagnarono Mattea al nascondiglio di Fisk dove combatterono i Marauders prima di sottomettere lo stesso Kingpin. Lo Spider-Van è stato riparato e Spider-Band ha proseguito verso Washington, ma Mattea è rimasta a casa per aiutare le persone ad affrontare le ricadute di Fisk.
Arrivato a Washington, Riri fu in grado di confermare che la base principale era sotto il Lincoln Memorial stesso. Attraversando l'ingresso segreto, la Spider-Band scoprì che chiunque gestisse questa base li teneva d'occhio tutti da molto tempo. Rimasero scioccati nello scoprire che si trattava nientemeno che dell'ex presidente Osborn in persona, o meglio della sua testa che era ancora viva grazie al simbionte V.E.N.O.M. Osborn era sostenuto non solo da Takma$ter, ma anche da War Sentry e dall'Ufficiale Venom, che unirono i loro sforzi per sopraffare la Banda Ragno. Tutti e quattro furono catturati, la RiotHeart corazzata distrutta e Capitan Anarchy gravemente ferito. Osborn si preparò quindi a inscenare un'esecuzione pubblica della sua nemesi.  Mentre la folla di fan di Osborn si radunava all'esterno, l'esecuzione doveva essere trasmessa in diretta in tutto il paese come una giusta vendetta da Osborn a Spider-Punk. Tuttavia, l'evento di Norman fu interrotto dall'arrivo imprevisto di Hulk e Daredevil Drummer, che liberarono i loro compagni e li aiutarono a invertire la tendenza. Durante la lunga battaglia, RiotHeart si è procurata la tuta da War Sentry e ha usato la sua fonte di energia per potenziare la chitarra di Hobie. Spider-Punk suonò una melodia ad alto volume che fece esplodere i simbionti V.E.N.O.M. di tutti i poliziotti e anche la testa di Osborn, provocando la sua morte istantanea. Dopo aver scosso a morte il Presidente, gli Spider-Punk hanno ufficialmente dato il benvenuto a Mattea tra le loro file e hanno dichiarato che il primo tour della Spider-Band è stato fantastico.

### Battle of the Banned
Dopo che Spider-Punk sconfisse Osborn per sempre, fu impersonato da Cletus Kasady che si impadronì di un pezzo del Simbionte semi-senziente rosso e nero di Osborn che gli conferì un aspetto simile a quello di Spider-Punk. Proclamandosi il leader del Quartiere Unito di Brooklyn, Cletus annunciò che i suoi nemici avrebbero affrontato l'esecuzione pubblica, a quel punto il vero Spider-Punk si presentò per affrontare il poser. Tentò lo stesso trucco che lo aiutò a battere Norman due volte, ma questo nuovo simbionte si dimostrò immune al suono. Hobie cercò di portarlo via dalla folla, ma Kasady annunciò che invece di ucciderlo e renderlo un martire, avrebbe preferito fare di Spider-Punk il suo scagnozzo. Iniettò un pezzo del Simbionte nel cervello di Spider-Punk, ma Hobie e il simbionte scoprirono di avere molto in comune, entrambi trovarono Kasady super-imbarazzante. Spider-Punk strinse Cletus in uno stato di incoscienza e rimosse il suo simbionte, che aveva la forma di uno "Spider-Mutt" che Hobie approvava.
Gli Spider-Punk in seguito portarono la Spider-Band a partecipare alla Battle of the Bands al Daily Bugle, il cuore del punk rock. Kamala e Riri notarono che, a differenza di Hobie, non sapevano suonare ed erano solo una band di eroi, ma Hobie assicurò loro che questa era la cosa più punk rock di tutte. L'atto davanti a loro era quello dei Sinistri Sei Pezzi, che usavano la musica ipnotizzante per controllare mentalmente tutti e costringerli a dare loro tutti i loro soldi. Riri era protetta dalla sua armatura e diede a Hobie un dispositivo che lo liberò dalla trance. Infuriato per la commercializzazione della musica, gli Spider-Punk attaccarono i Sinistri Sei Pezzi e furono presto raggiunti dal resto della Spider-Band. Dopo aver legato i Six, la Band è poi salita sul palco e ha continuato a suonare.

### End of Spider-Verse
Durante il regno di Shathra, Hobie fu punto dalle sue vespe-ragno e si trasformò nel suo servitore, formando l'Alveare insieme a quasi tutti gli altri Totem Ragno del Multiverso.  Insieme a Noir, Gwen e Mayday fu inviato da Shathra sulla Terra-616 come parte del suo attacco finale al suo Peter, considerato "il Prescelto". Dopo che Noir utilizzò il Totem Dagger per cancellare Jessica Drew, gli altri Ragni della Terra-616 furono salvati da Spider-UK e Araña, che li portarono in una zona sicura sconosciuta a Shathra e lasciarono dietro di sé un sigillo magico che impediva il viaggio verso la Terra-616, intrappolando le quattro vespe lì.  Attesero lì annoiati fino a quando Morlun ruppe il sigillo, con l'intenzione di recuperare il Pugnale Totem. Fu seguito da Tessitore di Ragnatele, Seta, Ragno del Sole e Spinstress, ma Spinstress fu morso e fece le vespa immediatamente dopo l'arrivo. Il portale di Shathra si aprì di nuovo e Gwen trascinò Spider-Punk nella tana di Shathra su Loomworld.
Tutti gli schiavi di Shathra furono infine liberati e trasformati di nuovo in se stessi quando Silk colpì Morlun con il Totem Dagger. Loomworld fu fatto a pezzi, e i Ragni furono catapultati sulla Terra-616, dove Peter Parker inflisse una sconfitta finale a Shathra, dopo la quale tutti i Ragni tornarono a casa.

### Spider Society
Qualche tempo dopo, Hobie sarebbe stato reclutato da Miguel O'Hara di Terra-2099 o da Anya Corazon di Terra-616 per unirsi alla Spider-Society che avrebbe accettato tra gli altri.

## Altri media

### Film
Hobie Brown / Spider-Punk appare in Spider-Man: Across the Spider-Verse, doppiato da Daniel Kaluuya. Questa versione è un britannico che, come Kaluuya, proviene da Camden. Polygon ha notato un consenso generale positivo intorno a lui, dicendo che è uno dei personaggi del film "che ha fatto impazzire tutti con il suo aspetto selvaggio". Spider-Punk è stato descritto come la "variante di Spider-Man più divertente che incontriamo" nel film, nonché "una delle più belle". Ayan Artan di Digital Spy (DS) ha visto l'introduzione di Spider-Punk nella storia di Miles Morales come una rappresentazione positiva dei neri britannici: "Il design del suo personaggio è frastagliato intorno ai bordi e in costante mutamento, mentre la sua personalità oscilla tra la classica sensibilità cockney e l'incommensurabile spavalderia di strada nero-britannica. È semplicemente lo Spider-Man più figo di Across the Spider-Verse e forse ancora più rinfrescante, lo sa, si diverte in esso".

### Televisione
Spider-Punk fa un cameo nell'episodio di Ultimate Spider-Man "Ritorno dello Spider-Verse: Parte 4", doppiato da Drake Bell. Questa versione parla con un accento cockney. È tra i numerosi Spider-Man della realtà alternativa che il malvagio Wolf Spider ha preso in ostaggio per sottrarre i loro poteri prima che il "primo" Spider-Man, Kid Arachnid e Spider-Woman arrivino per salvarli.

### Videogiochi
- Spider-Punk appare come personaggio giocabile in Spider-Man Unlimited.
- Spider-Punk appare come personaggio giocabile in Marvel: Sfida dei Campioni.
- Spider-Punk appare come skin di Spider-Man in Marvel Avengers Academy.
- Spider-Punk appare come skin di Spider-Man in Spider-Man.[21]
- Spider-Punk appare come personaggio giocabile in Marvel Strike Force[22], come membro dei Web Warriors.
- Spider-Punk appare in Marvel Future Revolution.
- Spider-Punk appare come skin di Spider-Man in Marvel Rivals.